# Pierre Lesieur
Pour les articles homonymes, voir Lesieur.
Pierre Lesieur, né le 21 mai 1922 à Paris et mort dans la même ville le 28 septembre 2011,,, est un peintre français.

## Biographie
Son père meurt en 1930, et Pierre Lesieur grandit dans le milieu de la grande bourgeoisie d'affaires.
Dès l'enfance, à douze ans, il dessine et peint chaque semaine auprès de sa grand-mère maternelle, ainsi que durant ses vacances à Beg Meil, en Bretagne. À la fin de ses études secondaires, sa mère approuve son désir de se consacrer à la peinture et, en octobre 1940, il entre aux Beaux-Arts de Paris, qu'il quitte au bout de quelques semaines. Il suit quelque temps les cours d'André Lhote puis fréquente un atelier libre de Montparnasse et, durant trois ans, l'académie Montmartre, boulevard de Clichy.
Pierre Lesieur présente une première exposition à Paris en 1952. Le baron Mollet, à qui il offre durablement l'hospitalité (durant trente ans, écrit Claude Roy), lui fait rencontrer la directrice de la nouvelle galerie Coard qui exposera régulièrement ses peintures.
En 1958, il effectue avec sa femme, la comédienne Michelle Marquais, un long voyage en Extrême-Orient qui aura un grand retentissement sur son travail. La même année, il reçoit le prix de la critique, qui lance sa carrière internationale.
Travaillant entre Paris et Saint-Rémy-de-Provence, il réalise par la suite une trentaine d'expositions personnelles en France ou à l'étranger (Tokyo, New York ou Londres).

### Prix
* 1958 : Prix de la critique[réf. nécessaire]

## Œuvre
D'abord très colorée dans la lignée de Matisse et Bonnard, la peinture de Pierre Lesieur se développe au long des années 1950 en surfaces très épurées qui touchent, vers 1960, à la non figuration, puis en reviennent à une figuration allusive.
À partir des années 1970, il réalise, souvent dans de très grands formats, de nombreux portraits de sa femme, mais aussi des nus, debout ou allongés. Autour de ces figures, l'univers des « Intérieurs » de Lesieur se caractérise par la présence lumineuse des objets du quotidien, canapés et coussins (sur lesquels repose le chat Utopia), chaises, fauteuils et guéridons, vitrines et bibliothèques, bouteilles, cruches ou carafes, verres, assiettes, compotiers ou théières, lampes et miroirs.
De nombreuses peintures abordent les thèmes voisins des « Fenêtres ouvertes sur la nuit » et des « Toiles dans l'atelier ».
Plus rarement paysagiste, Lesieur a également peint, dans le souvenir transposé de ses voyages, les maisons du Yémen, les architectures d'Istanbul, les buildings de New York, les murs de Tabriz ou les façades de Jaipur.

### Commentaire
« Le blanc est fait de toutes les couleurs. L'art de Pierre Lesieur est de les en faire toutes sortir. »

— Jean Lescure

## Expositions
- 1965 : Musée Picasso d’Antibes
- 1991 : Centre d’art présence Van-Gogh, Saint-Rémy-de-Provence
- 1994 : Château de Chenonceau
- 2002 : Exposition itinérante au Japon
- 2015 : « Fenêtres et ouvertures », musée de l'Abbaye de Saint-Claude[6] (20 juin - 18 octobre)

## Musées
- Musée national d'art moderne, Paris
- Musée de Grenoble
- Musée de l'abbaye[7] de Saint-Claude, Jura
- Musée national d'histoire et d'art de Luxembourg, Luxembourg
- University of Kansas, Art Museum Lawrence, Kansas
- Nelson-Atkins Museum of Art, Kansas City, Missouri
- Brooklyn Museum, New York
- Metropolitan Museum of Art, New York
- Musée d'Hiroshima, Japon
- Kasama Nichido Museum of Art, Japon
- Sakata, Japon
- Matsuzakaya, Japon

## Publications
Livres d'artiste :
- Marcel Proust, Journées de lecture[8], eaux-fortes de Pierre Lesieur, Le Livre contemporain et les Bibliophiles franco-suisses, 1969[9]
- Suite pour Francis Ponge, avec vingt-deux eaux-fortes, éditions Les Presses de Serendip